# アルトゥール・フェルメーレン
アルトゥール・フェルメーレン（オランダ語: Arthur Vermeeren、2005年2月7日 - ）は、ベルギー・リール出身のサッカー選手。RBライプツィヒ所属。ベルギー代表。ポジションはMF。

## クラブ歴
ロイヤル・アントワープFCの下部組織出身で2022年8月11日にUEFAヨーロッパカンファレンスリーグ 2022-23予選のリールストロムSK戦で選手初出場を記録した。本人曰く思ったほど良いプレーが出来なかったデビュー戦であったとのことだが、マルク・ファン・ボメル監督は彼を讃えた。2023年5月14日にプロ初得点を記録した。同年9月19日に行われたUEFAチャンピオンズリーグ 2023-24 グループステージのFCバルセロナ戦で同大会初出場を、同年12月13日の同じくバルセロナ戦でUEFA主催大会初得点を記録した。
2024年1月26日、2030年までの契約でアトレティコ・マドリードへ移籍した。移籍金は最大で推定2,500万ユーロ（約37億円）になると報道されている。冬の加入であったことに加えてフィジカルやプレー強度といった要素を十分に満たしていなかったため、2023-24シーズンはリーグ戦5試合の出場に終わった。しかし、当の本人はレギュラー組との実力の差を認めており、移籍願望は全くないと公言した。

## 代表歴
年代別代表としてUEFA U-17欧州選手権2022に出場、翌年には18歳でUEFA U-21欧州選手権2023のメンバーに招集されたがこちらは怪我のため辞退した。
2023年10月13日に行われたUEFA EURO 2024予選・グループFのオーストリア代表戦でヨハン・バカヨコに代わって途中出場し18歳8か月6日でA代表初出場となった。

## タイトル

### クラブ
ロイヤル・アントワープ
- ジュピラー・プロ・リーグ : 1回 (2022-23)
- ベルギーカップ : 1回 (2022-23)
- ベルギー・スーパーカップ : 1回 (2023)

### 個人
- ベルギー最優秀若手選手賞 : 1回 (2022-23)
- U-23ベルギー・ゴールデン・シュー : 1回 (2023)